# Flugplatz Calcinate del Pesce

i7
i11
i13
Der Flugplatz Calcinate del Pesce (it.: Aeroporto di Calcinate del Pesce “Paolo Contri”, ICAO-Code: LILC) befindet sich in der norditalienischen Region Lombardei, rund 5 km westlich von Varese bei dem Ort Calcinate del Pesce. Da der Flugplatz auf dem Gebiet der Stadt Varese liegt, wird er auch Flugplatz Varese-Calcinate del Pesce genannt. Zu unterscheiden ist er vom Flugplatz Varese-Venegono.

## Infrastruktur und Nutzung
Der am Ufer des Lago di Varese gelegene Flugplatz hat eine 600 Meter lange und 50 Meter breite Graspiste (Hauptbahn) mit Ausrichtung 10/28 und eine parallele asphaltierte Start- und Landebahn mit einer Länge von 450 Metern. Auf der nördlichen Seite des Flugplatzgeländes befinden sich kleinere Rollwege, Vorfelder, Hallen und sonstige Abfertigungseinrichtungen. Der Flugplatz dient der Allgemeinen Luftfahrt. Von Bedeutung ist insbesondere der Segelflugsport. Betrieben wird der Flugplatz von dem örtlichen Luftsportverein Aero Club Adele Orsi (ACAO), der dort auch eine Flugschule unterhält.

## Geschichte
Das 1913 in Varese gegründete Flugzeugbau-Unternehmen Macchi nutzte unter anderem den Lago di Varese für die Erprobung seiner Wasserflugzeuge. Das Macchi-Werk mit dazugehörigem Wasserflugplatz befand sich in Schiranna, wenige hundert Meter südöstlich des heutigen Flugplatzes Calcinate del Pesce. Dem damaligen Trend entsprechend dachte man bald an eine Anlage, die sowohl Wasser-, als auch Landflugzeuge nutzen sollten und damit an einen Flugplatz mit Anlegestelle am Seeufer und Graspiste. Einen ersten Plan hierfür entwarf der Ingenieur Pedoja.
In seiner heutigen Form wurde der Flugplatz Calcinate am 25. März 1962 eröffnet und nach dem Ende 1961 verstorbenen Ingenieur Paolo Contri benannt, unter dessen Leitung er geplant und gebaut wurde. Im Jahr 1962 wurde auch der Segelflugverein Aeroclub Volovelistico Alta Lombardia (AVAL) gegründet, der 1998 in Aero Club Adele Orsi umbenannt wurde und den Namen der Segelflugmeisterin Adele Orsi trägt. Der Club ist heute der größte Segelflugverein Italiens.